# (15788) 1993 SB
(15788) 1993 SB es la designación provisional de un cuerpo menor del sistema solar; un objeto transneptuniano, más concretamente, un plutino.
Aparte de (134340) Plutón, fue uno de los primeros objetos de este tipo en ser descubierto (superado en dos días por 1993 RO y en uno por 1993 RP), y el primero de ellos en tener una órbita lo suficientemente bien calculada como para recibir un número. El descubrimiento fue hecho en 1993 en el Observatorio de La Palma con el telescopio Isaac Newton.
Aun así, sobre el objeto se conoce muy poco: incluso el diámetro, estimado sobre ~130 km, está basado en el albedo, también estimado sobre 0,09.